# Illoud
Illoud är en kommun i departementet Haute-Marne i regionen Grand Est (tidigare regionen Champagne-Ardenne) i nordöstra Frankrike. Kommunen ligger i kantonen Bourmont som tillhör arrondissementet Chaumont. År 2022 hade Illoud 199 invånare.

## Befolkningsutveckling
Antalet invånare i kommunen Illoud
| Referens: INSEE |